# Château de la Bachasse
Le château de la Bachasse est situé à flanc de colline, face à l'Yzeron, sur la commune de Sainte-Foy-lès-Lyon, dans le Rhône. Son nom rappelle l'existence d'une mare (ou bachasse) creusée dans la cour de la ferme.

## Histoire
- 1732 : Les terres appartiennent à Pierre Giry, chevalier, baron de Vaux.
- 1784 : Antoine Héris, bourgeois de Lyon, est propriétaire des lieux.
- 1831 : Le domaine est acquis par Jean-Baptiste Gerbes de Tours, soyeux lyonnais ; il s'était marié en 1808.
- milieu du XIXe siècle : Antoine Alexandre Giraud, qui avait épousé en 1827 Pauline Gerbes de Tours, fille du précédent, décide la construction du château actuel.
- 1947 : Noémie Giraud (1877 - 1959), petite-fille des précédents et veuve d'Henri Mathei de Valfons (1873 - 1947), qu'elle avait épousé en 1899, vend le bien à la SNCF.
- 1986 : La gestion du domaine (hormis le château) est confiée au comité d'entreprise régional de la SNCF.
- 1998 : La SNCF confie à l'AGEFOREL (Association de Gestion des Foyers de la Région Ferroviaire de Lyon) la gestion du château.

## Architecture
Il existait sur le domaine une maison de maître dont les ruines furent abattues en 1965.
Le château actuel, construit entre 1880 et 1890, se compose d'un corps de logis rectangulaire flanqué en ses quatre angles de pavillons carrés. Il comporte un rez-de-chaussée, un étage et un étage de combles percé de lucarnes. La toiture en ardoise du corps principal est à comble brisé, celles des pavillons sont à forte pente. Les baies sont surmontées de linteaux droits ou triangulaires. Les angles de murs sont soulignés par des chaînes en bossage. Les architectes furent Turbet et Alexis Tissot (1847 - 1926). La façade sud est précédée par un élégant perron à balustrade comprenant un escalier à double volée de onze marches.
- Le parc, en partie boisé, couvre 8,2 hectares.

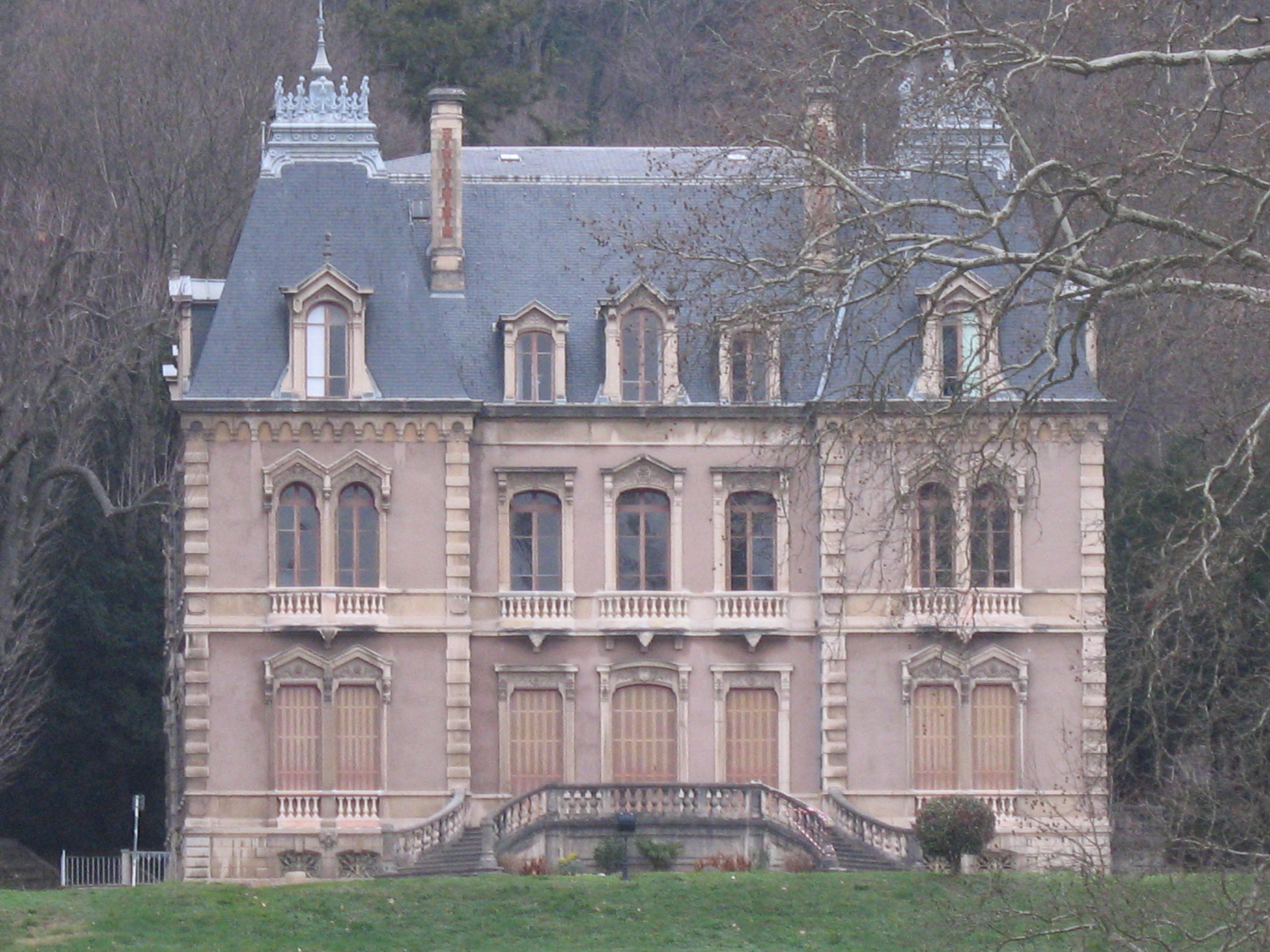
Façade méridionale
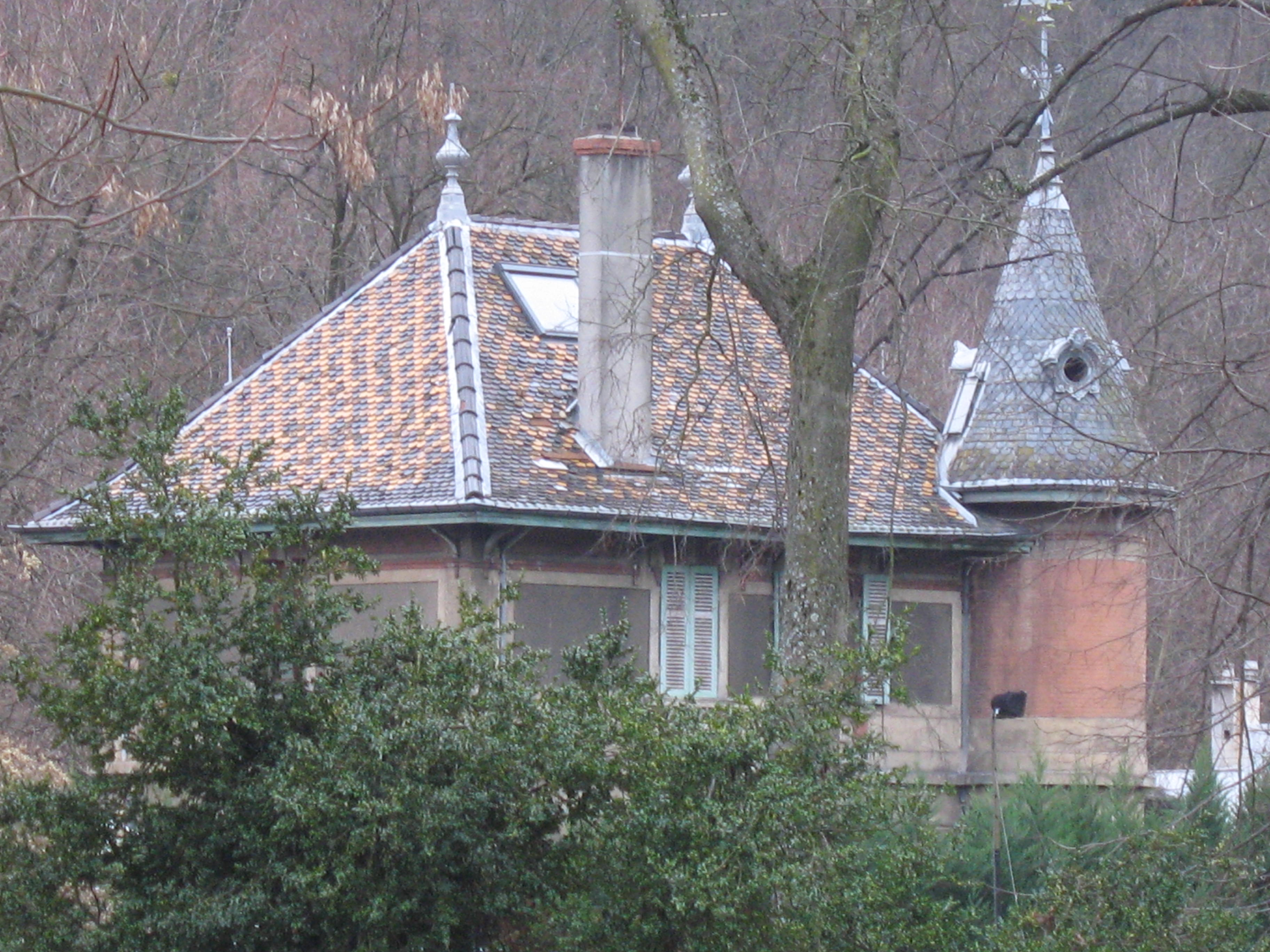
Pavillon d'entrée au sud

## Usage
Le château de la Bachasse est accessible aux cheminots et à leurs familles. Il peut également être réservé pour divers événements. Le parc sert notamment tous les ans à la brocante de la Bachasse, qui réunit plus de 300 exposants. 